# Brookston (Indiana)
Brookston es un pueblo ubicado en el condado de White en el estado estadounidense de Indiana. En el Censo de 2010 tenía una población de 1554 habitantes y una densidad poblacional de 916,03 personas por km².

## Geografía
Brookston se encuentra ubicado en las coordenadas 40°36′3″N 86°51′59″O / 40.60083, -86.86639. Según la Oficina del Censo de los Estados Unidos, Brookston tiene una superficie total de 1.7 km², de la cual 1.7 km² corresponden a tierra firme y (0%) 0 km² es agua.

## Demografía
Según el censo de 2010, había 1554 personas residiendo en Brookston. La densidad de población era de 916,03 hab./km². De los 1554 habitantes, Brookston estaba compuesto por el 98.01% blancos, el 0% eran afroamericanos, el 0.06% eran amerindios, el 0.19% eran asiáticos, el 0.06% eran isleños del Pacífico, el 0.51% eran de otras razas y el 1.16% pertenecían a dos o más razas. Del total de la población el 2.57% eran hispanos o latinos de cualquier raza.